# Team KII 6th Stage「0start」
“Team KII 6th Stage「0start」”是SKE48 Team KII的第6台劇場公演。

## 摘要
SKE48 Team KII的第6台劇場公演。以RESET公演為基礎，将分组曲更换而构成的公演。

## 公演內容

### 曲目
前座
1. 松村LOVE！
（作詞：指原莉乃、作曲：川浦正大、編曲：野中"まさ"雄一）

本編
1. 《overture》
（作曲、編曲：尾澤拓実 歌：TAZ）
2. 《RESET》
（作詞：秋元康 作曲：俊龍 編曲：Sizuk）
3. 《要洗的衣服們》（洗濯物たち）
（作詞：秋元康 作曲：平沢敦士 編曲：梅堀淳（日语：梅堀淳））
4. 《可以做你的女友吗？》（彼女になれますか?）
（作詞：秋元康 作曲、編曲：野中MASA雄一）
5. 《唔吼大游行》（ウッホウッホホ）
（作詞：秋元康 作曲：Jupiter 編曲：Funta（日语：Funta））
6. 《遺憾少女》（残念少女）
（作詞：秋元康、作編曲：野中"まさ"雄一）
7. 《Bye Bye Bye》
（作詞：秋元康、作曲：近藤薫、編曲：原田卓也）
8. 《心的獨佔權》（ハートの独占権）
（作詞：秋元康、作編曲：増田武史）
9. 《關於你》（君について）
（作詞：秋元康、作曲：青野ゆかり、編曲：佐々木裕）
10. 《MARIA》
 （作詞：秋元康、作曲：上杉洋史、編曲：Funta7）
11. 《毒蜘蛛》（毒蜘蛛）
（作詞：秋元康 作曲：篤永猛彦 編曲：百石元）
12. 《输光爱情》（オケラ）
（作詞：秋元康 作曲：春行 編曲：武藤星児）
13. 《白色情人節…》（ホワイトデーには…）
（作詞：秋元康 作曲：俊龍 編曲：QuinN）
14. 《拼图48》（ジグソーパズル48）
（作詞：秋元康 作曲：Kawano Michio 編曲：樫原伸彦（日语：樫原伸彦））

安可曲
1. 《星空的錯誤》（星空のミステイク）
（作詞：秋元康 作曲：吉田将樹 編曲：市川裕一）
2. 《夢之鐘》（夢の鐘）
（作詞：秋元康 作曲： 編曲：梅堀淳）
3. 《搬家了》（引っ越しました）
（作詞：秋元康 作曲：向井成一郎（日语：向井成一郎） 編曲：野中MASA雄一

### 舞台
中間會有由主舞台延伸出去的花道。

### 演出
- 每次公演開始前會由抽籤选出1名成員進行前座表演。
- 「唔吼大遊行」會由1名成員模仿大猩猩進行表演。
- 「白色情人節…」會使用椅子。
- 「搬家了」之後，到觀眾席投彩帶完結。

## Team KII 6th Stage「0start」公演
- 公演期間：2016年6月3日[1] - 2018年6月24日
- 出演成員
青木詩織・荒井優希・石田安奈・内山命・江籠裕奈・大場美奈・小畑優奈・北野瑠華・白井琴望・惣田紗莉渚・高木由麻奈・髙塚夏生・高柳明音・竹内彩姫・日高優月・古畑奈和・松村香織・水野愛理
※高木從2016年6月8日的公演開始参加。

- 分組曲擔當（☆为中心站位）
  - 遺憾少女
    - 青木
    - ☆小畑
    - 竹内・水野

  - bye bye bye
    - 北野
    - 白井
    - ☆惣田

  - 心的獨佔權
    - 江籠
    - 高柳

  - 關於你
    - 荒井
    - 石田
    - ☆大場
    - 高塚、高木
    - 松村、高木

  - MARIA
    - 内山
    - 日高
    - ☆古畑

## 腳註

### 來源
1. 1 2 3   . dwango.jp news. 2016-06-04  [2016-06-04]. （原始内容存档于2016-08-14） （日语）.

## 外部連結
- SKE48 OFFICIAL WEB SITE 演目情報（页面存档备份，存于）